# میلز ریور (کارولینای شمالی)
میلز ریور (به انگلیسی: Mills River) شهری در ایالت کارولینای شمالی کشور ایالات متحده آمریکا است که جمعیت آن در سرشماری سال ۲۰۱۰ میلادی، ۶٬۸۰۲ نفر بوده‌است.